# Soldatskiy
Soldatskiy es una localidad de Uzbekistán, en la provincia de Taskent.
Se encuentra a una altitud de 279 m sobre el nivel del mar. 

## Demografía
Según estimación 2010 contaba con una población de 15 668 habitantes.